# Roosevelt Sykes in Europe
Roosevelt Sykes in Europe — студійний альбом американського блюзового музиканта Рузвельта Сайкса, випущений 1969 року лейблом Delmark в серії «Roots of Jazz Series». Первісно виданий Storyville в Данії під назвою Portraits in Blues Vol. 11.

## Про альбом
Альбом записаний під час європейських гастролів музиканта на сесії, що відбулась 23 жовтня 1966 року на студії в Копенгагені, Данія, на якій він грає на фортепіано та співає сольно. Первісно вийшов під назвою Portraits in Blues Vol. 11 (став 11-м випуском в серії «Portraits in Blues») на данському лейблі Карла Еміля Кнудсена Storyville; 1969 року альбом випущено в США під назвою In Europe на лейблі Delmark в серії «Roots of Jazz Series», спродюсованому Бобом Кестером. 1975 року Storyville випустили альбом у Франції в серії «Portraits in Blues».
Матеріал альбому складається здебільшого з нових оригінальгих композицій Сайкса. Однак, тут присутні й старі пісні музиканта в новій інтерпретації: «44 Blues», «Boot That Thing» та «Henry Ford Blues», які були записані на найпершій його сесії 14 червня 1929 року для OKeh Records.
1992 альбом перевиданий Delmark на CD під назвою Gold Mine.

## Реакція критиків
Оглядач AllMusic Білл Даль поставив альбому оцінку 3 з 5, зазначивши, що це «солідний сольний сет 1966 року, записаний під час одного з частих заокеанських турне піаніста до Європи та виданого в США Delmark під назвою In Europe. Виграшне поєднання старого матеріалу («44 Blues», веселого бугі «Boot That Thing») та нових пісень.

## Список композицій
Автор музики і слів Рузвельт Сайкс. 
| Сторона А | Сторона А             | Сторона А  |
| #         | Назва                 | Тривалість |
| --------- | --------------------- | ---------- |
| 1.        | «Big Ben»             | 3:03       |
| 2.        | «Boot That Thing»     | 3:39       |
| 3.        | «Springfield Blues»   | 3:03       |
| 4.        | «Henry Ford Blues»    | 3:03       |
| 5.        | «I'm a Dangerous Man» | 2:09       |
| 6.        | «True Thing»          | 4:05       |

| Сторона В | Сторона В               | Сторона В  |
| #         | Назва                   | Тривалість |
| --------- | ----------------------- | ---------- |
| 1.        | «You Understand»        | 2:30       |
| 2.        | «Whole Lot of Children» | 3:31       |
| 3.        | «The Last Laugh»        | 4:40       |
| 4.        | «Gold Mine»             | 2:28       |
| 5.        | «44 Blues»              | 3:05       |
| 6.        | «Sugar Cup»             | 2:24       |

## Учасники запису
- Рузвельт Сайкс — вокал, фортепіано

Технічний персонал
- Роберт Кестер — продюсер
- Рей Флерлейдж — фотографія обкладинки (Delmark DS 616)